# 高雄市公車昌福幹線
高雄市公車昌福幹線（77），由漢程客運營運。起點為金獅湖站，終點為歷史博物館。

高雄市公車昌福幹線 區間車（77 區間），起點為金獅湖站，終點為高雄女中（真愛碼頭）。

## 停站
參見右側路線圖